# Kabupaten Yahukimo
Kabupaten Yahukimo (engelska: Yahukimo Regency) är ett kabupaten i Indonesien.   Det ligger i provinsen Papua, i den östra delen av landet, 3 600 km öster om huvudstaden Jakarta. Antalet invånare är 164 512.